# تتراهیدروکورتیزون
تتراهیدروکورتیزون (به انگلیسی: Tetrahydrocortisone) با فرمول شیمیایی C۲۱H۳۲O۵ یک ترکیب شیمیایی با شناسه پاب‌کم ۵۸۶۶ است. که جرم مولی آن ۳۶۴٫۴۸ g/mol می‌باشد. 